# Metafizika
Metafizika je grana filozofije koja istražuje principe stvarnosti koji transcendiraju one koje su u bilo kojoj određenoj znanosti. Kozmologija i ontologija su tradicionalne grane metafizike. Bavi se objašnjenjem krajnje prirode bitka i svijeta. 
Riječ potječe iz grčke riječi μετά (metá) (značeći "nad") i φυσικά (physiká) (značeći "fizikalnim"), gdje "fizikalnim" označava one radove o materiji koje je napisao Aristotel u antičkom razdoblju. Prefiks meta- ("nad") je dodan na poglavlja koja su fizički slijedila nakon poglavlja o "fizici" u postumno uređenim zbirkama. Aristotel je neke od tema u njima nazivao "prvom filozofijom".
Središnja grana metafizike je ontologija, istraživanje o vrstama stvari koje su u svijetu i koje odnose imaju među sobom. Metafizičar isto pokušava razjasniti pojmove putem kojih ljudi razumiju svijet u koje spadaju postojanje, predmetstvo, svojstvo, prostor, vrijeme, kauzalnost i mogućnost. 
U novija vremena izraz "metafizika" koriste nefilozofi da označe "predmete koji su iznad fizikalnog svijeta". "Metafizička knjižara" ne prodaje knjige o ontologiji nego ezoterične knjige o duhovima, duhovnom liječenju, okultizmu i ostale takve teme koje ne spadaju u filozofsku potragu u metafizici. 
Prije razvoje moderne znanosti znanstvena pitanja su se rješavala u dijelu metafizike pod nazivom "prirodna filozofija"; izraz znanost je značio znanje. Ali znanstvena revolucija je učinila prirodnu filozofiju jednom empirijskom i eksperimentalnom aktivnošću za razliku od ostatka filozofije i krajem osamnaestog stoljeća počela se zvati "znanošću" da se razlikuje od filozofije. Od tada metafizika je postala filozofsko istraživanje ne-empirijskog karaktera prirode postojanja. Stoga početna situacija u kojoj je metafizika integralna sa (aristotelijanskom) fizikom i znanošću je na Zapadu postala suprotnom, stoga znanstvenici općenito smatraju metafiziku antipodom empirijskih znanosti.                       